# Abie
Abie é uma vila localizada no estado americano de Nebraska, no Condado de Butler.

## Demografia
Segundo o censo americano de 2000, a sua população era de 108 habitantes. 
Em 2006, foi estimada uma população de 107, um decréscimo de 1 (-0.9%).

## Geografia
De acordo com o United States Census Bureau, a localidade tem uma área de 0,3 km², sem área coberta por água.

## Localidades na vizinhança
O diagrama seguinte representa as localidades num raio de 16 km ao redor de Abie. 